# لين باري
لين باري هو لاعب هوكي الجليد كندي، ولد في 4 يونيو 1969 في كيمبيرلي في كندا.

## وصلات خارجية
- لين باري على موقع دوري الهوكي الوطني (الإنجليزية)
- لين باري على موقع EliteProspects.com (الإنجليزية)
- لين باري على موقع Eurohockey.com (الإنجليزية)
- لين باري على موقع HockeyDB.com (الإنجليزية)
- لين باري على موقع Hockey-Reference.com (الإنجليزية)